# 久間田村 (福岡県)
久間田村（くまたむら）は、福岡県三潴郡にあった村。現在の柳川市の一部。

## 地理
筑後川と矢部川水系沖端川の間の低湿地帯に位置していた。

## 歴史
- 1889年（明治22年）4月1日 - 町村制の施行により、三潴郡間村、七ツ家村、田脇村、久々原村が合併して村制施行し、久間田村が発足[1][2]。
- 1937年（昭和12年）1月1日 - 三潴郡浜武村と合併して昭代村を新設して廃止[1][2]。